# Nongfu Spring
Nongfu Spring Company Limited — китайская пищевая компания, крупный производитель бутилированной воды и других безалкогольных напитков (входит в тройку крупнейших китайских производителей питьевой воды, холодного чая и соков). Основана в 1996 году, штаб-квартира расположена в Ханчжоу. Контрольный пакет акций Nongfu Spring принадлежит основателю компании Чжун Шаньшаню (по состоянию на 2020 год его состояние достигло 54 млрд долл.).
Продукция компании широко представлена в магазинах, ресторанах, столовых и торговых автоматах по всему Китаю. По состоянию на 2019 год дистрибуцией Nongfu Spring занимались более 4 тыс. дилеров и более 10 тыс. сотрудников отдела продаж.

## История
Nongfu Spring основана в сентябре 1996 года как Yangshengtang Drinking Water Co. — дочерняя компания Yang Sheng Tang Group, принадлежавшей Чжун Шаньшаню. В 1997 году Nongfu Spring начала выпускать бутилированную воду из озера Цяньдаоху, в 1999 году прекратила продажи очищенной воды, сосредоточившись на минеральной воде, в 2001 году была преобразована в акционерную компанию, к 2011 году выручка Nongfu Spring выросла до 10 млрд юаней. В 2012 году природная вода Nongfu Springs стала самой популярной бутилированной водой в Китае. В 2013 году Nongfu Spring открыла новый завод возле источника в горах Улиншань, а в 2015 году — возле источника в Маньчжуро-Корейских горах.
В 2016 году Nongfu Spring имела 16 заводов по розливу воды и соков, продавая ежегодно около 15 млрд бутылок минеральной воды. В 2017 году компания запустила производство апельсинового сока на своём новом заводе в Ганьчжоу. По состоянию на 2019 год выручка Nongfu Spring составила 24 млрд юаней (3,4 млрд долл.), а прибыль — 4,95 млрд юаней. В сентябре 2020 года Nongfu Spring вышла на Гонконгскую фондовую биржу. В первый день торгов её акции выросли на 85 % от первоначальной стоимости, а всего компания смогла привлечь 1,1 млрд долларов.
В феврале 2021 года 67-летний основатель Nongfu Spring Чжун Шаньшань с состоянием в размере 550 млрд юаней стал самым богатым человеком Азии. Кроме того, он стал первым китайским предпринимателем, вошедшим в десятку самых богатых людей в мире, где занял седьмое место. В октябре 2021 года Чжун Шаньшань с состоянием в размере 390 млрд юаней вновь занял первое место среди миллиардеров Китая.

## Продукция

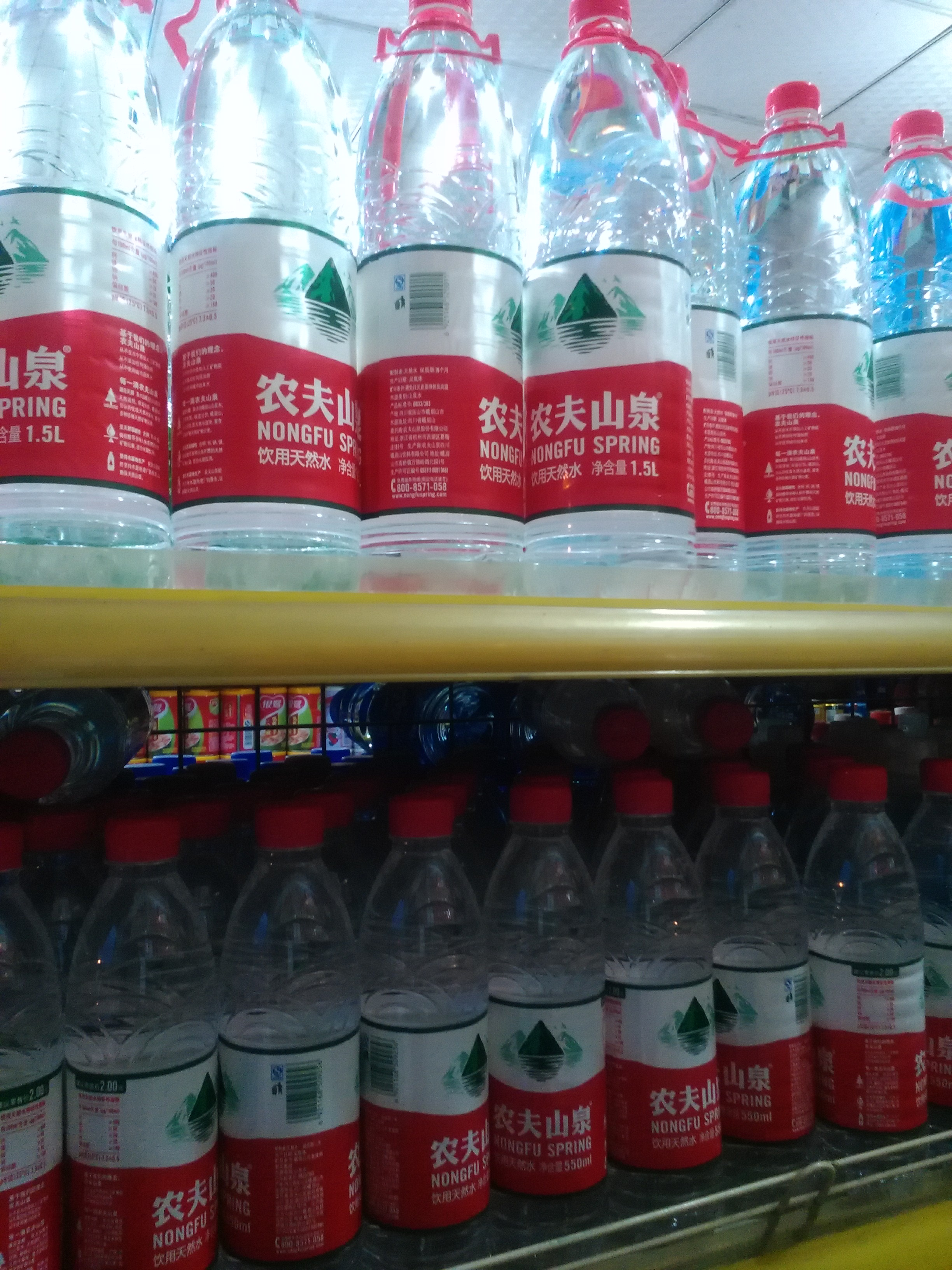
Минеральная вода Nongfu Spring в магазине

Nongfu Spring производит безалкогольные напитки в пластиковой, стеклянной и картонной таре — минеральную лечебную и столовую воду из десяти источников в Китае (Nongfu Spring Natural Mineral Water, Nongfu Spring Drink, Changbai Mountain Moya Spring), питьевую воду для детей и подростков, сладкую газированную воду, фруктовые соки 17.5° и NFC, фруктовые и овощные напитки Nongfu Orchard, спортивные протеиновые и фруктовые напитки Scream, чайные напитки Oriental Leaf и Whisked Milk Tea, кофейные напитки Tan Bing, соевый йогурт, витаминизированные напитки Shuirong C100 и Victory Vitamin Water, ароматизированную воду. 
Также компания выпускает упакованный рис и минеральную воду Otakiri Springs в Новой Зеландии.

## Предприятия
Предприятия Nongfu Spring расположены в Цзяньдэ (минеральная вода и напитки), Фусуне (минеральная вода), Мохэ (минеральная вода), Манасе (минеральная вода), Эмэйшане (минеральная вода), Хэюане (минеральная вода), Даньцзянкоу (минеральная вода), Ганьчжоу (фруктовые соки).
Nongfu Spring берёт воду из десяти источников — озеро Цяньдаоху (Чжэцзян), водохранилище Синьфэнцзян (Гуандун), водохранилище Даньцзянкоу (Хубэй), река Манас в горах Тянь-Шань (Синьцзян-Уйгурский автономный район), горы Эмэйшань (Сычуань), горы Улиншань (Гуйчжоу), горы Тайбайшань (Шэньси), горы Яньшань (Хэбэй), горы Чанбайшань (Гирин) и горы Большой Хинган (Хэйлунцзян).
Nongfu Spring имеет две большие сельскохозяйственные базы — в южной части Цзянси (Аньюань и Синьфэн) выращивают апельсины, а в Синьцзяне (Хоргос) — яблоки.

## Деятельность
По состоянию на 2019 год 59,7 % продаж Nongfu Spring приходилось на упакованную питьевую воду, 15,7 % — на протеиновые и витаминизированные напитки, 13,1 % — на чайные напитки, 9,6 % — на фруктовые соки и напитки.